# Guia Levi
Guia Levi foi uma publicação brasileira, editada entre 1897 e 1984, que continha horários de trens de passageiros. Em seu auge, era considerado uma das principais referências de horários de trens no Brasil. Até 1979 foi publicado mensalmente, passando para uma periodicidade anual a partir do ano seguinte.